# 心臟電傳導系統
心脏电传导系统（electrical conduction system of the heart）又称心脏传导系统（cardiac conduction system，CCS）是由心肌内能够产生和传导冲动的特殊心肌细胞构成的神经电信号传导系统。包括窦房结、结间束、房室结、房室束、右束支、左束支和浦肯野纤维等。
心脏电传导系统可以使窦房结产生的脉动传播至心肌，并刺激心肌使其收缩。这种节奏性地刺激心肌使得心肌可以有效地收缩，将血液输运到身体各处。